# William Chapman Hewitson
William Chapman Hewitson (Newcastle upon Tyne, 9 de janeiro de 1806 — 28 de maio de 1878) foi um naturalista do Reino Unido, um colecionador e era particularmente devotado aos Coleoptera e Lepidoptera e também a ovos e ninhos de aves. A sua coleção de borboletas, adquirida de viajantes de todo o mundo, era uma das maiores e mais importantes do seu tempo.
Hewitson era também um ilustrador. Foi membro da Real Sociedade Entomológica de Londres em 1846, da Zoological Society of London em 1859 e da Linnean Society of London em 1862. Contribuiu e publicou muitos trabalhos sobre entomologia e ornitologia.

## Obras
- British oology: being illustrations of the eggs of British birds, with figures of each species, as far as practicable, drawn and coloured from nature : accompanied by descriptions of the materials and situation of their nests, number of eggs, &c.Published for the author, by Charles Empson , Newcastle upon Tyne , 1831
- Illustrations of New Species of Exotic Butterflies. Vols 1-5 (1851, 1862-1871, 1878).